# Antico Mercato
L'antico Mercato di Siracusa è un edificio del 1900 sito in Via Trento, a ridosso del Tempio di Apollo in Ortigia. 

## Storia

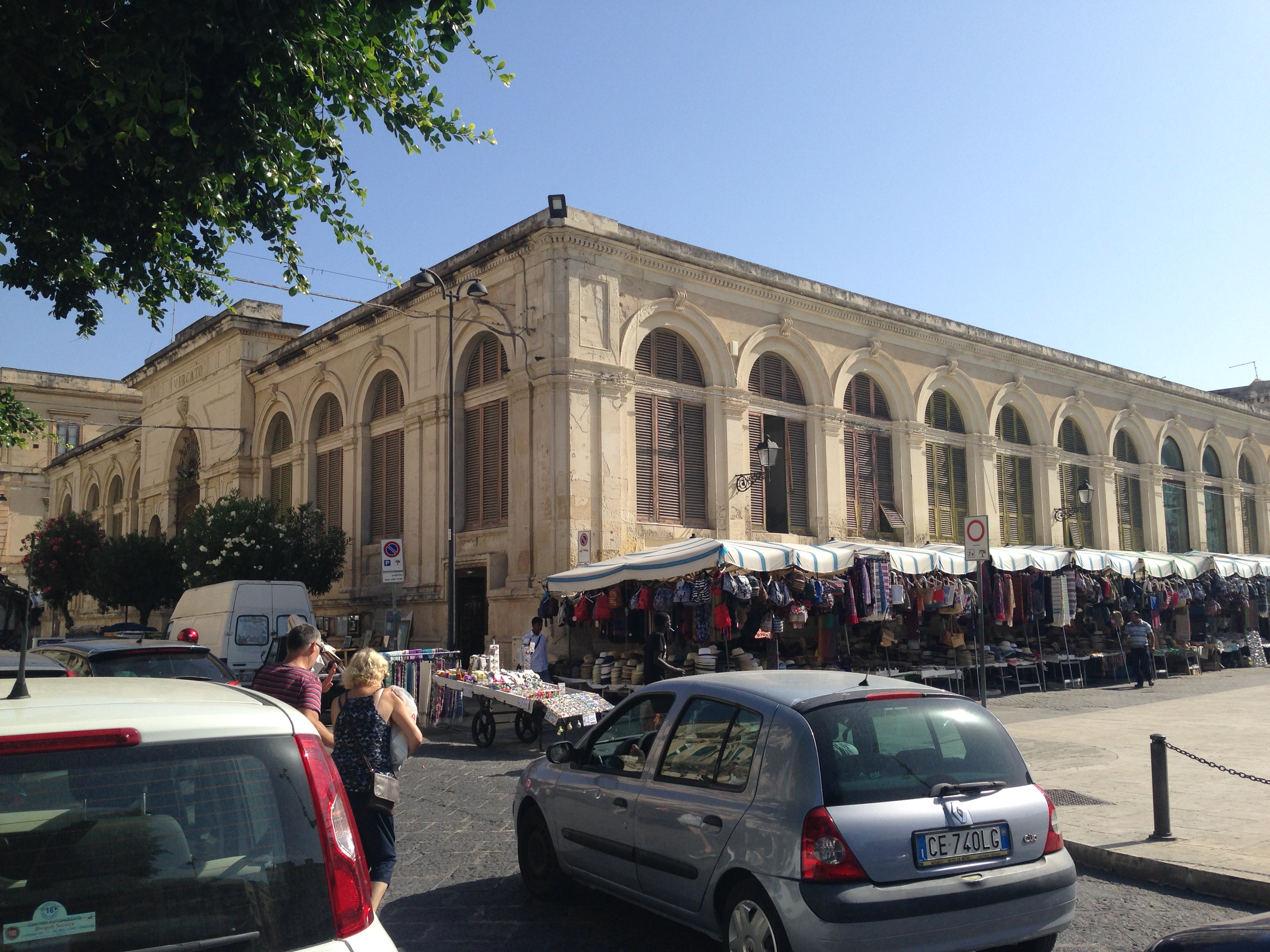
L'edificio antistante il mercato

L'area su cui sorge l'Antico Mercato venne acquistata dal comune nel 1885 laddove erano ancora presenti le mura spagnole. Qui venne decisa la costruzione del mercato della città. I lavori iniziarono il 20 luglio 1899 e si conclusero nel 1900.
L'Antico Mercato ha svolto la funzione di principale di mercato cittadino fino alla fine degli anni ottanta, quando venne deciso il trasferimento delle attività di rivendita ittica, agroalimentare e di artigianato locale nella retrostante e più spaziosa via Emanuele De Benedictis, da allora sede dell'odierno mercato di Ortigia. In seguito a ciò, l'antico Mercato fu oggetto di un restauro conclusosi nel 2000. Da allora, ospita nel corso dell'anno eventi di diversa natura, tra cui il mercato degli agricoltori a cadenza domenicale (sospeso nel periodo estivo) e diverse rassegne musicali e culturali.

## Caratteristiche
L'edificio ha le caratteristiche di un mercato coperto e richiama il Mercato delle vettovaglie di Livorno. È composto da un porticato di 24 arcate e 36 finestre, ad uso delle botteghe che popolavano l'edificio, con una superficie di 1500 m². L'interno è costituito da un cortile a pianta rettangolare con una fontana ornamentale.